# Konstantinos Economidis
Konstantinos Economidis (en griego, Κωνσταντίνος Οικονομίδης) (Salónica, 2 de noviembre de 1977) es un extenista profesional griego.
Alcanzó su mejor ranking individual en febrero de 2007, llegando al número 112 de la clasificación de la ATP. Ha ganado 5 títulos Challenger.
En 2007, se calificó para el Torneo de Roland Garros y derrotó en la primera ronda al australiano Chris Guccione; posteriormente, perdería con Tommy Robredo en la segunda ronda.

## Títulos individuales
| Leyenda (individuales) |
| Grand Slam (0)         |
| Copa Masters (0)       |
| ATP Masters Series (0) |
| ATP Tour (0)           |
| Challengers (5)        |
| Futuros (18)           |

| Núm. | Fecha                    | Torneo          | Superficie | Rival en la final      | Resultado     |
| 1.   | 28 de junio de 1999      | Alexandroupolis | Arcilla    | Cyril Saulnier         | 6–4, 4–6, 6–4 |
| 2.   | 26 de junio de 2000      | Nauplia         | Dura       | Ferran Ventura         | 6–4, 6–0      |
| 3.   | 3 de julio de 2000       | Ioánina         | Dura       | Srinath Prahlad        | 6–2, 6–2      |
| 4.   | 23 de octubre de 2000    | La Canea        | Dura       | Ivan Vajda             | 4–6, 6–4, 6–4 |
| 5.   | 2 de julio de 2001       | Bucarest        | Arcilla    | Victor Hănescu         | 6–7, 6–2, 6–1 |
| 6.   | 8 de octubre de 2001     | Barcelona       | Arcilla    | Nicolas Coutelot       | 7–6, 6–1      |
| 7.   | 6 de mayo de 2002        | Montego Bay     | Dura       | Felipe Parada          | 6–4, 6–4      |
| 8.   | 20 de mayo de 2002       | Montego Bay     | Dura       | Nikos Rovas            | 6–4, 7–6      |
| 9.   | 10 de marzo de 2003      | Faro            | Dura       | Guillermo García López | 6–4, 6–1      |
| 10.  | 6 de octubre de 2003     | Salónica        | Dura       | Theodoros Angelinos    | 6–0, 6–4      |
| 11.  | 13 de octubre de 2003    | Lamía           | Dura       | Ilia Kushev            | 2–6, 6–4, 6–1 |
| 12.  | 24 de noviembre de 2003  | Gran Canaria    | Arcilla    | Iván Navarro           | 6–1, 3–6, 6–2 |
| 13.  | 25 de octubre de 2004    | Bangkok         | Dura       | Guillaume Legat        | 6–2, 6–4      |
| 14.  | 18 de abril de 2005      | Siros           | Dura       | Todor Enev             | 6–3, 6–1      |
| 15.  | 6 de febrero de 2006     | Burnie          | Dura       | Alun Jones             | 6–4, 6–2      |
| 16.  | 27 de febrero de 2006    | Blenheim        | Dura       | Scott Lipsky           | 6–0, 6–7, 6–2 |
| 17.  | 6 de marzo de 2006       | Hamilton        | Dura       | Jamie Panadero         | 6–4, 6–0      |
| 18.  | 13 de marzo de 2006      | Lyneham         | Arcilla    | Damian Patriarca       | 6–1, 6–4      |
| 19.  | 20 de marzo de 2006      | Bairnsdale      | Arcilla    | Adam Feeney            | 6–3, 6–2      |
| 20.  | 27 de marzo de 2006      | Venta           | Arcilla    | Radim Zitko            | 6–2, 6–1      |
| 21.  | 26 de junio de 2006      | Constanza       | Arcilla    | Adrian Ungur           | 6–4, 6–4      |
| 22.  | 14 de agosto de 2006     | Cordenons       | Arcilla    | Mathieu Montcourt      | 6–3, 6–2      |
| 23.  | 17 de septiembre de 2007 | Banja Luka      | Arcilla    | Iván Navarro           | 7–6, 6–4      |

## Resultados de Grand Slam
| Torneo                    | 1998 | 1999 | 2000 | 2001 | 2002 | 2003 | 2004 | 2005 | 2006 | 2007 | 2008 | 2009-16 | Carrera WR | Carrera Ganador-Perdidos |
| ------------------------- | ---- | ---- | ---- | ---- | ---- | ---- | ---- | ---- | ---- | ---- | ---- | ------- | ---------- | ------------------------ |
| Grand Slam                |      |      |      |      |      |      |      |      |      |      |      |         |            |                          |
| Abierto de Australia      | -    | -    | Q2   | -    | Q1   | Q3   | Q3   | Q2   | -    | Q3   | 1R   | -       | 0 / 1      | 0–1                      |
| Torneo de Roland Garros   | -    | -    | -    | -    | -    | -    | Q2   | -    | Q1   | 2R   | Q2   | -       | 0 / 1      | 1–1                      |
| Campeonato de Wimbledon   | -    | -    | -    | -    | 1R   | 1R   | -    | -    | Q2   | Q1   | -    | -       | 0 / 2      | 0–2                      |
| Abierto de Estados Unidos | -    | -    | -    | -    | Q2   | -    | Q2   | -    | -    | Q1   | -    | -       | 0 / 0      | 0–0                      |